# Ангел (име)
Ангел е българско мъжко име. Има гръцки произход и означава вестител, ангел (г. άγγελος). Съкратената форма на името е Ачо или Аце.
Към края на 2009 година Ангел е четиринадесетото по разпространеност мъжко име в България, носено от около 49 000 души (1,32% от мъжете). То е и деветнадесетото най-често използвано мъжко име за родените през 2007-2009 година (0,99%).
Диалектна форма на Ангел е Геле.

## Личности с името Ангел
- Ангел Балевски
- Ангел Бамбалов
- Ангел Букурещлиев
- Ангел Войвода
- Ангел Грънчаров
- Ангел Заберски
- Ангел Игов
- Ангел Каралийчев
- Ангел Каратанчев
- Ангел Кариотов
- Ангел Кънчев
- Ангел Марин
- Ангел Нейков
- Ангел Орбецов
- Ангел Станков
- Ангел Червенков